# Чечево
Чечево је насеље у општини Зубин Поток на Косову и Метохији. Атар насеља се налази на територији катастарске општине Чечево површине 1.612 ha. Историјски и географски припада Ибарском Колашину. У турском катастарском попису- дефтеру из 1455. године село је имало 10 српских кућа. Сеоска црква је посвећена Светој Петки, а подигнута је 1938. године на темељима старије, веће и шире цркве, која је постојала још у 14. веку. У средњем веку црква Св. Петке је имала велики углед код чечевског становништва, па је у случајевима спорова са Турцима код ње сазиван народни збор виђенијих људи који је предлагао решење и споразуме. Насеље је испод планине Мокре Горе у сливу Чечевске реке, која извире у јаким млазевима испод Мокре Горе. Изнад Чечева је оштар планински врх Берим (1738 м). Засеоци су: Леповићи, Андрићи, Продановићи, Томашевићи, Ђукићи и Роглића Крај. Изградњом акумулације Газиводе доњи део Чечевске реке је претворен у залив језера који долази скоро до села. У селу има доста трагова старијег становништва. После ослобађања од турске власти место је у саставу Звечанског округа, у срезу митровичком, у општини брњачкој и 1912. године има 285 становника (заједно са засеоцима: Андрићи, Ђукићи, Леповићи и Продановићи).

## Демографија
Насеље има српску етничку већину.
Број становника на пописима:
- попис становништва 1948. године: 254
- попис становништва 1953. године: 273
- попис становништва 1961. године: 267
- попис становништва 1971. године: 210
- попис становништва 1981. године: 186
- попис становништва 1991. године: 117